# Wielkie Dębno
Wielkie Dębno (niem. Gr. Damm See) – jezioro rynnowe w Polsce, położone w województwie zachodniopomorskim, w powiecie drawskim, w gminie Drawsko Pomorskie.
Akwen leży na Równinie Drawskiej, w pobliżu jeziora Lubie, około 1400 metrów na południe od miejscowości Żołędowo.